# Gonzalo Osses Vilches
Gonzalo Patricio Osses Vilches (Santiago, Región Metropolitana de Santiago, 30 de junio de 1977) es un escritor, cuentista y poeta chileno.

## Vida
Después de vivir en Coyhaique y otras ciudades, emigra a la ciudad de Concepción, donde a los 20 años publica su primer libro, un volumen de cuentos titulado De lunas y soledades, con el que se consagra como la nueva promesa de las letras penquistas.
Estudió derecho y ciencias políticas y administrativas, no obstante sus intereses lo llevan por el camino de la literatura.
Se radica en Santiago de Chile y ahí publica La vida entreparéntesis, su primera novela.
Entre sus obras destacan los libros de poemas El verde que perdí, De carne y verso y Conversaciones conmigo mismo, último que fue prologado por Gonzalo Rojas. 
Sus poemas son conocidos por mostrar una faceta oscura y deprimente de la vida. Muerte, soledad, tristeza, lágrimas y bares son recurrentes entre sus versos. Pese a ello, la belleza poética siempre está presente en sus escritos.
En una primera etapa, debido a su corta edad, junto con su carácter difícil, su personalidad irreverente y su negativa a conceder entrevistas, le valieron el apodo de "niño terrible de la literatura chilena".

## Obras

### Poemas
- Coversaciones conmigo mismo (2000)
- El verde que perdí (2003)
- De carne y verso (2007)
- Decálogo de un infeliz (2009; publicado en línea)[3]

### Cuentos
- De lunas y soledades (1998)
- Historias de seis minutos (2005)

### Novela
- La vida entreparéntesis (2002)
- Todo por un sueño (2003)

### Obras de teatro
- Tiempo de niños (1999)
- Yo, mishima (2001)
- Heterofobia (2003)
- Wilde, el juicio (2011)